# Donato Ciletti
Donato Ciletti (Orta Nova, 1946) è un cantante italiano.

## Biografia
A nove anni si trasferisce da Orta Nova a Milano e a 14 anni comincia a suonare la chitarra. Dopo alcune esperienze in complessi musicali giovanili, approda al gruppo de I Profeti. Lascia il complesso  nel 1976 e, proponendosi come solista, partecipa al Festival di Sanremo 1978 con Anna Anna arrivando finalista.
La sua natura irrequieta lo porta a vari successi, ma anche a scelte di vita anticonformiste: così Ciletti, abbandonato il mondo della discografia, inizia a cantare nell'osteria di un amico, riscoprendo le sue radici pugliesi attraverso la ricerca di brani del folklore locale.

## Discografia parziale

### 45 giri
- 1975: Sei tu/Bella di più (CBS 3658)
- 1978: Anna Anna/Ancora  (Warner Bros. Records T 17047)
- 1979: Ora d'andare  (Warner Bros. Records)
- 1980: Mi manchi tu/Amo (Dig-It DG 1199)